# Herbert Winkler
Herbert Winkler (* 18. Juni 1896 in Leipzig; † 26. Oktober 1946 ebenda) war ein deutscher Psychologe.

## Leben und Wirken
Gottfried Robert Herbert Winkler legte während des Ersten Weltkriegs im Oktober 1915 die Notreifeprüfung an der Oberrealschule seiner Heimatstadt ab und wurde sofort an die Westfront abkommandiert. Er war Teilnehmer der Kämpfe u. a. in Flandern und an der Somme. Für seine Leistungen erhielt der zum Leutnant der Reserve Ernannte mehrere Orden und Ehrenzeichen verliehen. Neben dem Eisernen Kreuz II. Klasse erhielt er die Friedrich-August-Medaille in Silber, das Kreuz für Verdienste im Kriege sowie das Ritterkreuz II. Klasse des Albrechts-Ordens. Nach Ende des Krieges studierte er Psychologie im Hauptfach an der Universität Leipzig. Sein Studium schloss er 1921 mit der Promotion ab. Das Thema seiner Dissertation lautete: „Die Monotonie der Arbeit. Ein Beitrag zu dem Problem des psychischen Verhaltens bei gleichförmiger körperlicher Arbeit“. Ein Jahr später legte er noch das Staatsexamen für das „Höhere Lehramt“ ab. Folgend arbeitete er als Lehrer an verschiedenen Leipziger Gymnasien und engagierte sich zu dem als wissenschaftlicher Mitarbeiter im „Psychologischen Institut des Leipziger Lehrervereins“. Vom April 1928 bis 30. September 1930 hatte er eine Anstellung als Fachpsychologe an der Berliner „Zentralforschungs- und Fortbildungsanstalt für Krüppelfürsorge“ des „Oscar-Helene-Heims“, wo er eng mit Konrad Biesalski und vor allem Hans Würtz zusammenarbeitete. 
Seine Monographie „Psychische Entwicklung und Krüppeltum“ beruht auf seinen im „Oscar-Helene-Heim“ gesammelten Erfahrungen. Der Psychologe stellte auf Grund einer empirischen Untersuchungen bei gebrechlichen Kindern einen erheblichen Rückstand hinsichtlich der phantasiehaften Deutungsfähigkeit, als auch der Beobachtungsgabe fest. Bezüglich der Merkfähigkeit kam er zu dem Ergebnis, dass die Kinder mit einer Körperbehinderung den gesunden fast gleich sind. Deutlich herrscht bei vielen „Krüppeln“ das räumlich-konstruktive Denken vor. Demgegenüber ergab die Prüfung des begrifflichen Denkens keinen signifikanten Unterschied zwischen nicht gebrechlichen und gebrechlichen Kindern: 
„So weit hier Unterschiede zugunsten der körperbehinderten Kinder festgestellt wurden, sind sie bei völlig normalem, seelischem und geistigem Leben durch äußere Einflüsse bedingt“.
Diesen Erkenntnissen entsprechend, kann nicht von einer einheitlichen „Krüppelseele“, wie Hans Würtz in seinen vielen Veröffentlichungen postulierte, gesprochen werden. Die damit verbundenen negativen Charakterurteile beeinträchtigen den Körperbehinderten mehr, als seine eigentliche Behinderung. So nehmen vor allem junge behinderte Kinder und ihre seelische Entwicklung Schaden, wenn sie charakterlich als minderwertige Menschen gesehen werden. Das heißt: 
„Die körperliche Behinderung allein kann eine krankhafte Beschaffenheit des seelischen Lebens nicht begründen“.
Nach Leipzig zurückgekehrt übernahm Herbert Winkler die Leitung der „Schulpsychologischen Prüfstelle“ der Stadt. 1941 wurde er für „Eignungsuntersuchungen“ verpflichtet und später an die Sonderabteilung zur Betreuung Hirnverletzte abkommandiert.
Herbert Winkler war seit 1926 mit Anna Maria Thomas verheiratet. Aus der Ehe gingen zwei Kinder hervor.

## Werke (Auswahl)
- Testserie zur Untersuchung von Schulneulingen, Leipzig 1922
- Die Monotonie der Arbeit. Ein Beitrag zu dem Problem des psychischen Verhaltens bei gleichförmiger körperlicher Arbeit, Leipzig 1922
- Das auffällige Kind. Anleitung zur Beobachtung und Kennzeichnung, mit pädagogischen Ratschlägen, Leipzig 1927
- Intelligenzprüfungen an Krüppelkindern, in: Zeitschrift für Krüppelfürsorge, Bd. 20, 1927, 1–4
- Die geistige und seelische Entwicklung des körpergebrechlichen Kindes, in: Bericht über den Fünften Kongress für Heilpädagogik in Köln, München 1921, S. 501–503
- Psychische Entwicklung und Krüppeltum, in: Zeitschrift für Krüppelfürsorge, Bd. 24, S. 265–268
- Psychische Entwicklung und Krüppeltum, Leipzig 1931